# Carmelo Pafumi
Carmelo Pafumi, född 1 mars 1902 i Taormina på Sicilien, död 29 mars 1971 i Göteborg, var en italiensk-svensk målare, grafiker och skulptör.
Han var son till direktören Benedetto Pafumi och Giuseppa Falanga och från 1947 gift med Kerstin Lind. Pafumi studerade konst i Neapel, Rom och Florens 1918–1921 och fortsatte därefter i Paris. Mellan 1922 och 1928 vistades han i Paris, London och München. Han bosatte sig 1930 i Köpenhamn där han experimenterade med nya etsningsmetoder vid Kunstakademiets grafiska skole under ledning av Aksel Jørgensen. Han bosatte sig i Sverige 1945. Separat ställde han ut i Berlin 1937, Vejle 1946 och tillsammans med sin fru på Galerie S:t Lucas i Stockholm 1946. Han medverkade i Kunstnernes Efteraarsudstilling 1937 och som inbjuden på höstutställningen vid Charlottenborg 1939. Han gav ut två grafiska portföljer med Studier over Leonardo da Vinci och Studier fra Nordafrika. Som illustratör illustrerade han i Hans Werners Fogelberg og andre Atomer. Pafumi är representerad vid Statens Museum for Kunst, danska konstakademiens samlingar och Vejle museum.